# ラリー・ジョン・マクナリー
ラリー・ジョン・マクナリー（Larry John McNally）は、アメリカ合衆国ニューヨーク州ニューヨークを拠点に活動するミュージシャン。メジャーヒットは記録していないが、過去に曲を提供した（あるいは曲をカヴァーした）ミュージシャンには大御所も多く、いわゆる"ミュージシャンズミュージシャン"でもある。
音楽を分類すれば"シンガー・ソングライター・ギタリスト"が最も近い表現かもしれないが、本人はフォーク、ジャズ、ブルースなどの要素を取り入れた自身のスタイルを"フォーク・ヘンドリックス"と表現している。

## ディスコグラフィ

### アルバム
（斜線の右は邦題）
- Cigarette and Smoke LP（1981）／シガレット・アンド・スモーク
- Cigarette and Smoke CD（1993）／シガレット・アンド・スモーク
- Fade to Black（1998）／フェイド・トゥ・ブラック
- Vibrolux（1999）／夏の舗道
- The Making of...Vibrolux（1999）
- Dandelion Soul（2002）／ダンデライオン・ソウル
- Loose Ends（2004）
- Live in Lo Fi 1993-98（2004）
- Folksinger（2009）
- BQE（2009）
- Buddy Holly（2009）

### シングル／EP
- I Love to Wake Up in New Orleans（1998）
- LJM's Irish Christmas（2009）
- Eat Pray Love（2010）
- The Chet Baker Suit（2010）

## 使用機材
- Gibson"ニック・ルーカス・リイシュー"（アコースティック・ギター）
- Gibson"J-45(65年製)"（アコースティック・ギター）
- Teisco 312（エレクトリック・ギター）
- Teisco アンプ各種
- Fender ヴァイブロラックス（アンプ）
- Sano モデル名不詳（アンプ）

## 楽曲を提供した、あるいはLJMの曲をカヴァーしたアーティスト
（合作、共作を含む。右側は曲名。複数曲提供している場合は代表的な作品を挙げる。）
- ロッド・スチュワート／The Motown Song
- ボニー・レイット／Nobody's Girl
- ドン・ヘンリー／For My Wedding
- アーロン・ネヴィル／Somewhere, Somebody
- ジョー・コッカー／Long Drag Off a Cigarette
- ザ・ステイプル・シンガーズ／The Turning Point
- チャカ・カーン／Sleep On It
- エモーションズ／If I Only Knew Then
- ブルース・ウィリス／Lose Myself
- イーグルス／I Love to Watch a Woman Dance

## その他
- 敬虔なクリスチャンである。
- 作詞・作曲の他にアートワークも作成しており、アルバムに使用されることがある。いくつかはLJMの公式HPでも確認できる。
- ニューヨークをとても愛しており曲中でも多く歌われる。例えばアルバム名となっている"BQE"とは"Brooklyn-Queens Expressway"というニューヨークに存在する、日本でいう首都高速のような道の一区画のことである。極めつけはアルバム"Buddy Holly"収録の"New York, New York"で、およそ12分もある。